# Döberitz militärförläggning

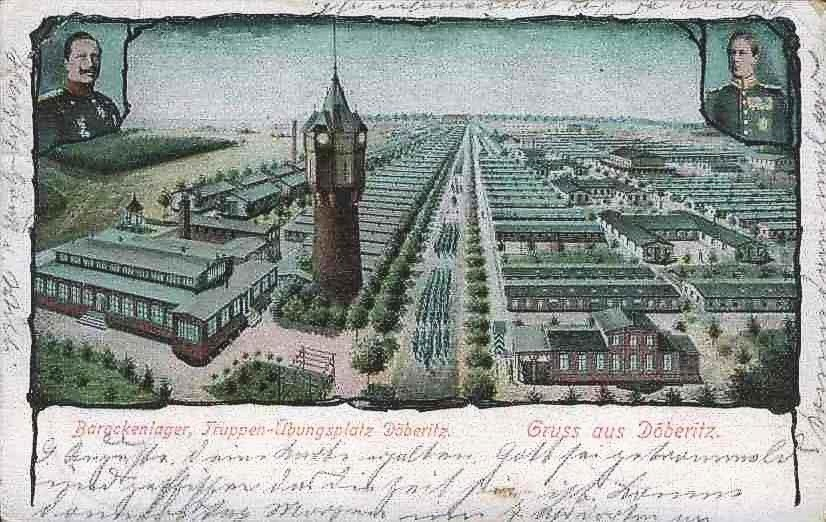
Döberitz militärförläggning

Döberitz militärförläggning, tyska Truppenübungsplatz Döberitz, var en tysk militärskola som var verksam mellan åren 1894 och 1992. Före 1896 var området skogbeklätt men användes för militära övningar redan på 1700-talet. Den var belägen väster om Berlin i nuvarande Dallgow-Döberitz och utbildade armétrupper, underofficerare och officerare samt bedrev från 1910 utbildning av piloter och testflygningar av nya flygplan vid ett då anlagt flygfält. Flygfältet var det första tyska militära flygfältet i sitt slag och här utbildades det tyska kejsarrikets första stridsflygare, bland andra Max Immelmann.
Under första världskriget fungerade delar av förläggingen som krigsfångläger och vid krigsslutet fanns där 30 000 interner från sju nationer.
Efter första världskriget användes förläggningen av Reichswehr, med flera förband som tillhörde Schwarze Reichswehr och nationalistiska grupperingar. I november 1919 förlades Marinebrigade Ehrhardt från Oberschlesien till förläggningen. I mars 1920 beslutades att brigaden skulle upplösas. Officerarna, som motsatte sig upplösningen, vädjade till general Walther von Lüttwitz i Berlin. Lüttwitz, som medverkat i uppställningen av frikårerna 1918 och 1919, bad rikspresident Friedrich Ebert och försvarsminister Gustav Noske att upphäva upplösningsbeslutet. När Ebert vägrade ändra beslutet, gav Lüttwitz brigaden order att marschera mot Berlin. Under natten mellan 12 och 13 mars marscherade brigaden till Berlin och ockuperade stadens centrum i den så kallade Kappkuppen. På grund av motstånd och strejker från tjänstemän och civilbefolkningen blev kuppmakarnas ställning efter några dagar ohållbar och kuppen misslyckades.
I Nazityskland tränades moderna förband i Döberitz under åren före andra världskriget. Framförallt den sandiga, torra marken gjorde platsen lämplig för att prova pansarvapen och de militära anläggningarna utökades kraftigt. Flera förband sattes upp här och flygfältet användes för utbildning av stridspiloter och fallskärmsjägare.
Från 1944 till krigsslutet 1945 fanns i Döberitz satellitläger till koncentrationslägren Sachsenhausen och Uckermark. Här placerades även sovjetiska fångar i tvångsarbetsläger.
Den sista militära enheten som sattes upp var infanteridivisionen Potsdam, som 29 mars 1945 mobiliserades som del av general Walther Wencks 12:e armé.
I samband med Olympiska sommarspelen 1936 uppfördes OS-byn i närbelägna Elstal i anslutning till det militära området. Övningsområdet användes för ridtävlingarna i terrängridning och fälttävlan under spelen.
Efter andra världskriget användes det militära övningsområdet söder om Döberitz av Röda armén. Området avmilitariserades till större delen 1991, men en mindre del av det militära övningsområdet används idag av Bundeswehr. Större delen av övningsområdet, som på grund av den militära användningen är obebyggt, inkorporerades 1997 i naturreservatet och viltreservatet Döberitzer Heide. De centrala delarna av övningsområdet är på grund av kvarbliven ammunition idag inte tillgängliga för allmänheten, utan har istället fått utgöra det för viltreservatet avspärrade området.

## Galleri

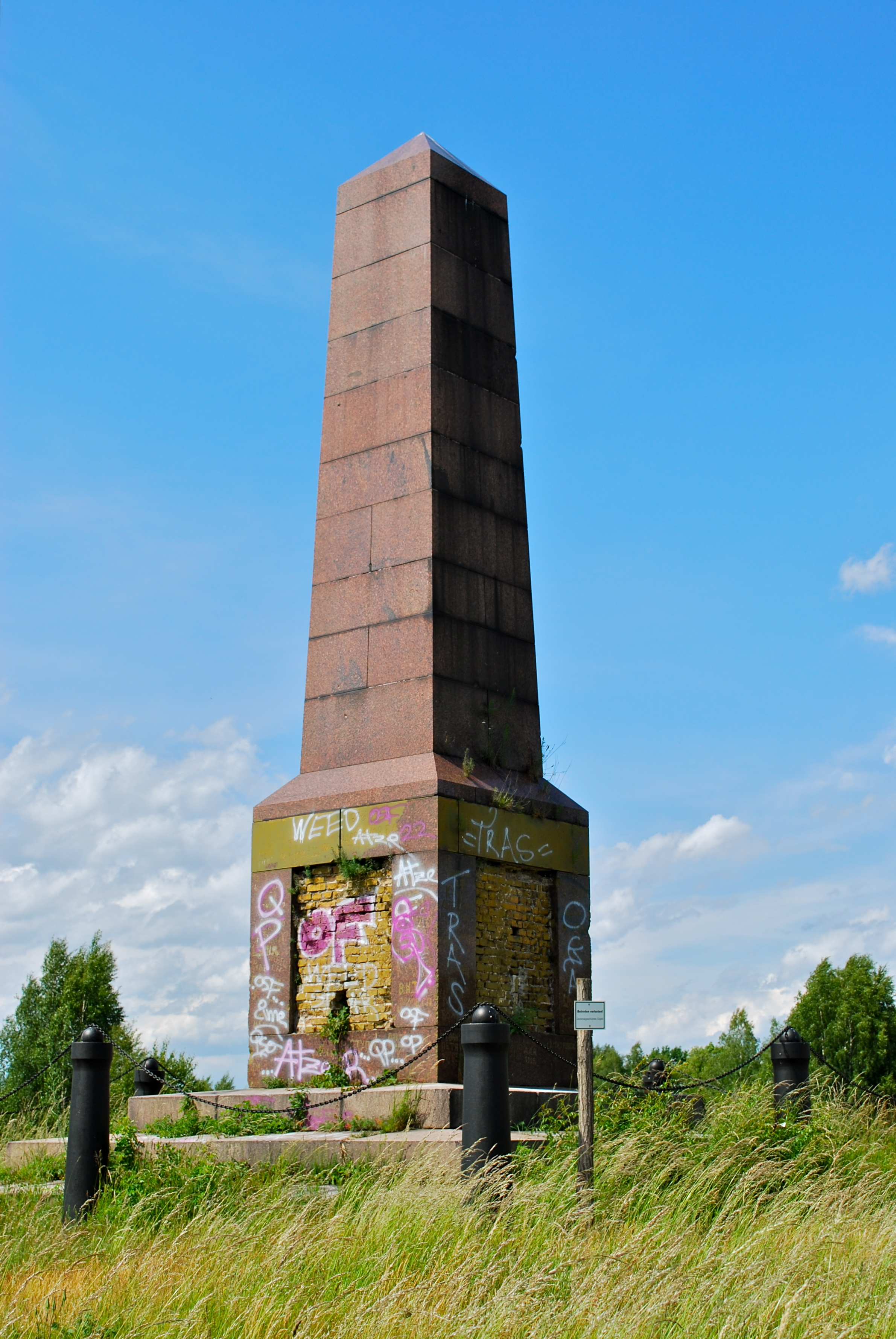
Minnesmärke rest av Kejsar Wilhelm II.
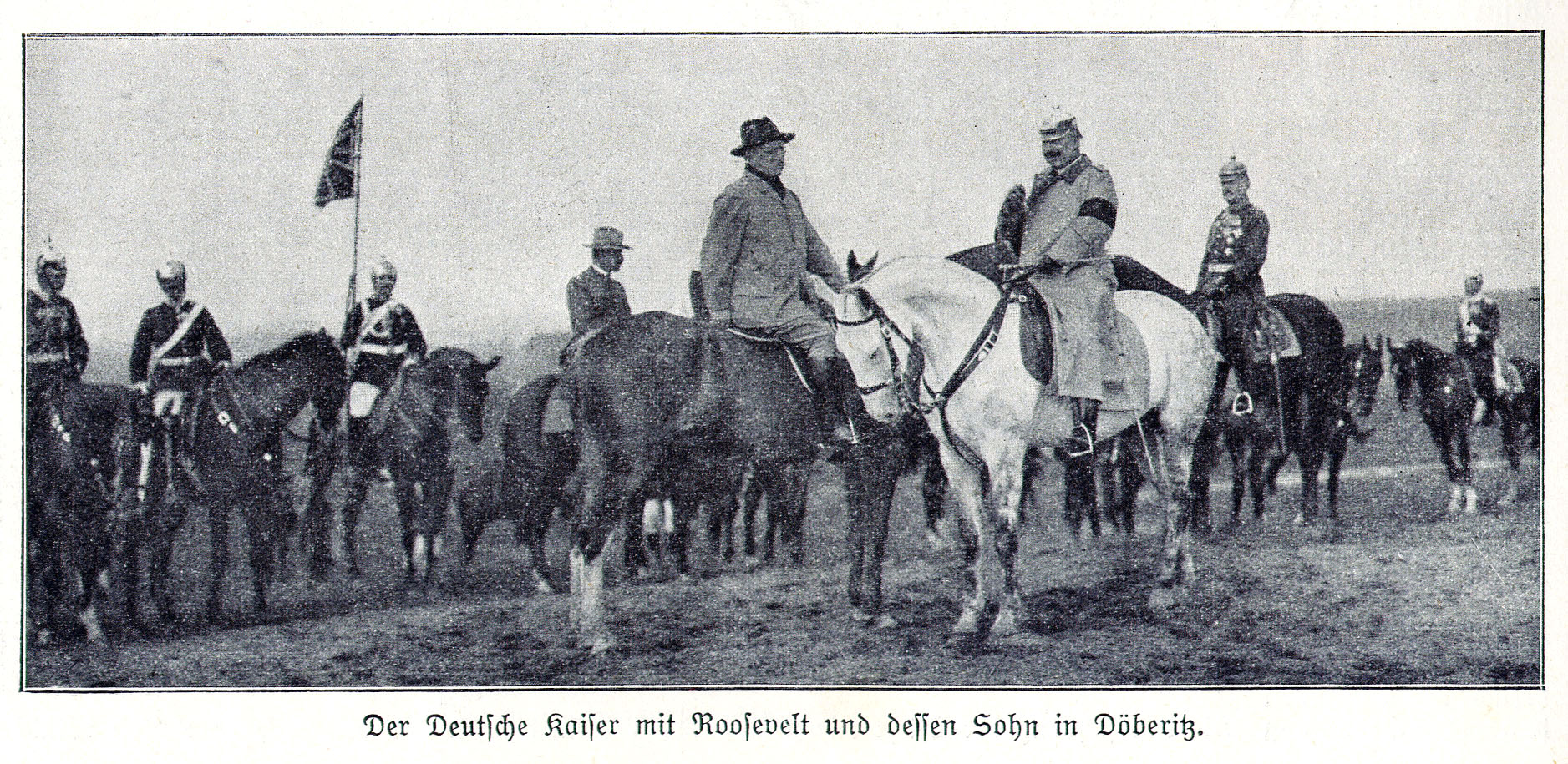
Theodore Roosevelt och Kaiser Wilhelm II
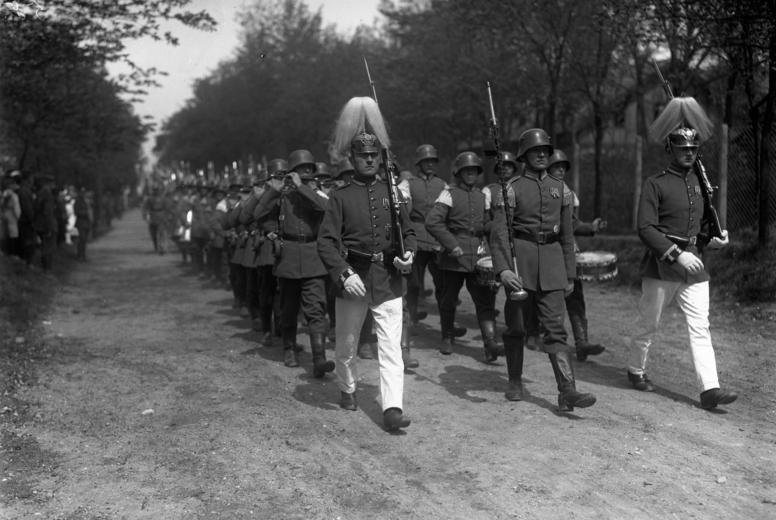
Minnesmärke
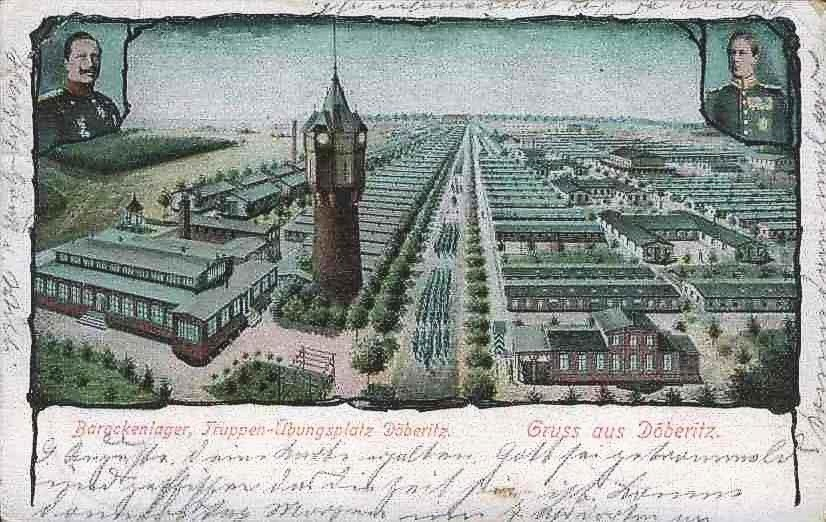
Baracklägret 1908
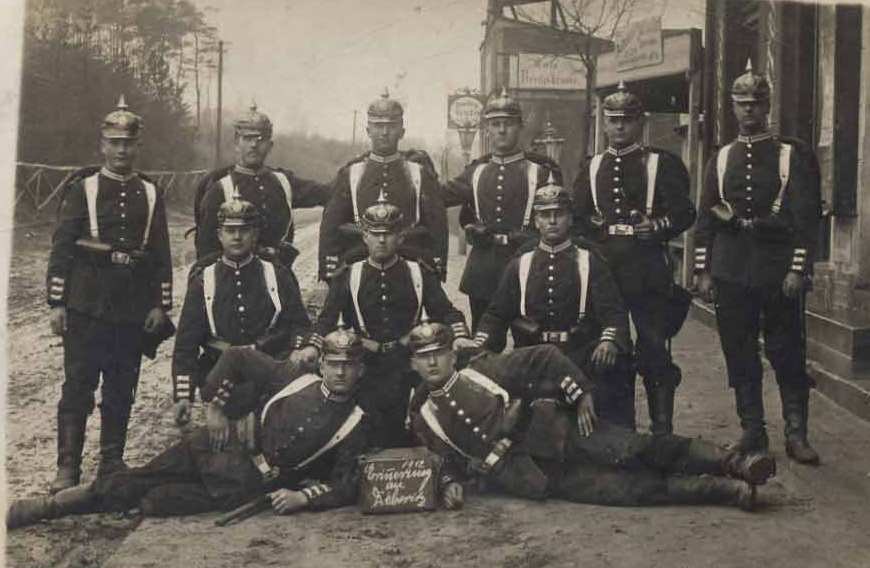
Soldater excercerar
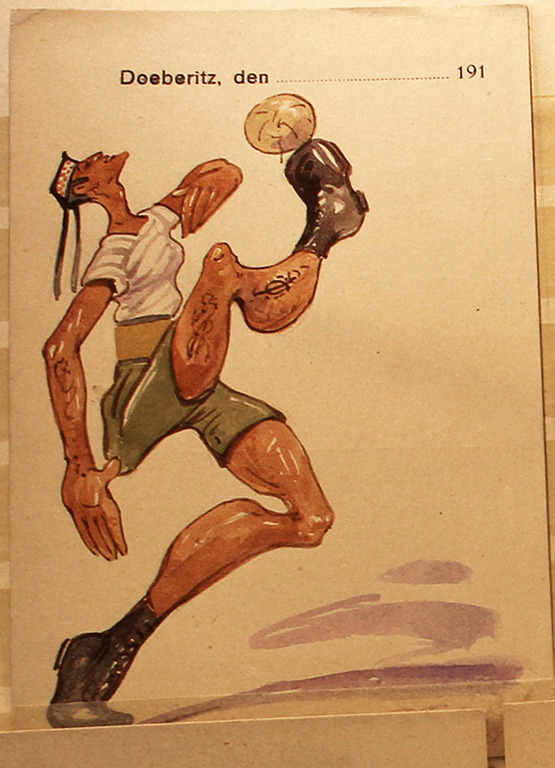
Karikatyrer av krigsfångar.
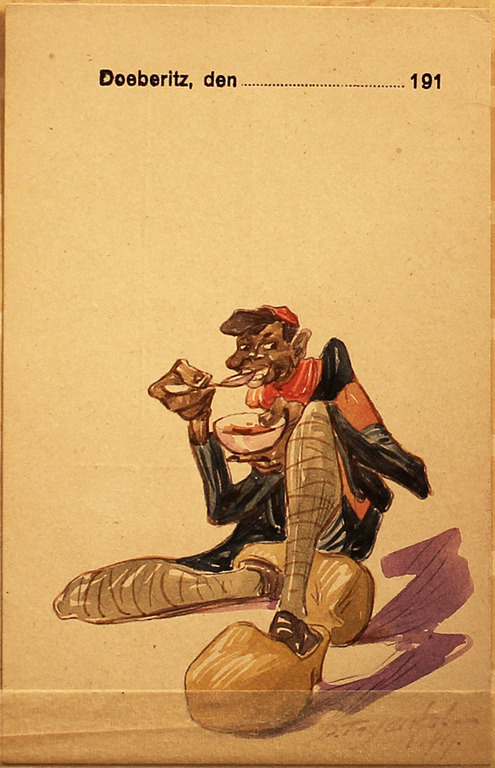
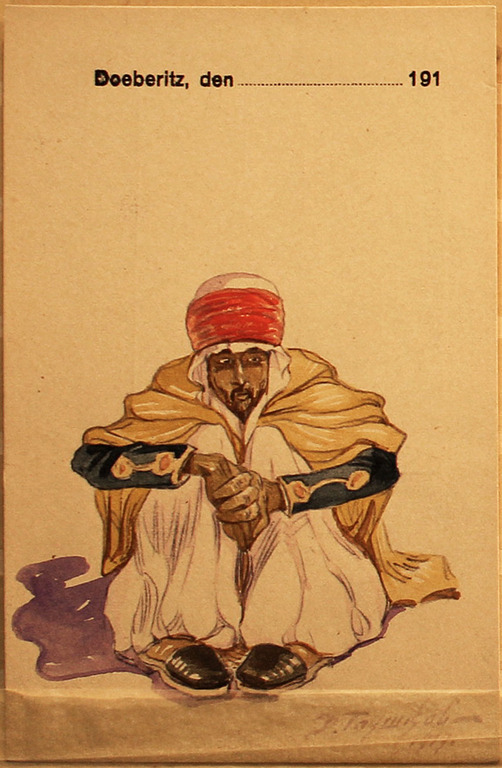
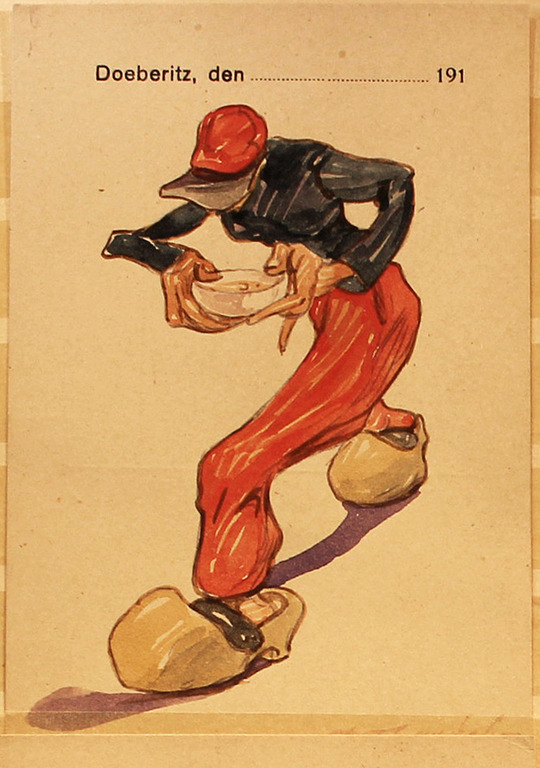
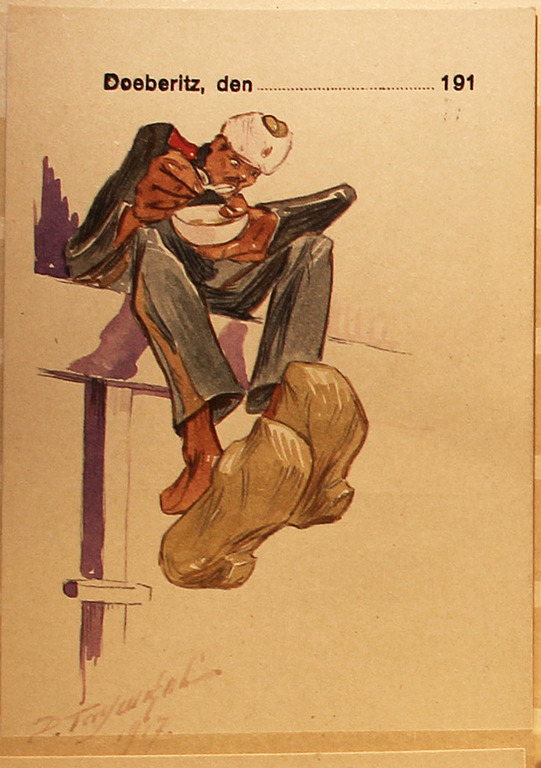